# Victor Man
Victor Man (n. 13 ianuarie 1887, Tăuţii de Jos⁠(d), Austro-Ungaria – d. 2 iulie 1947, Satu Mare, România) a fost un politician român din comitatul Sătmar (în prezent județul Maramureș), primar al municipiului Baia Mare în perioada mai–august 1919.

## Biografie
Victor Man s-a născut în familia lui Victor Man (Maniu), notar cercual și a Eufrosinei (Zina) Pop,ambii români, de confesiune greco-catolică. Fiind absolvent de Drept, Victor Maniu senior este încadrat după absolvirea studiilor sale la Judecătoria Baia Mare, inițial ca „practicantu”, ulterior apărând în documente ca „practicant de advocatură”. Tânăra familie și-a stabilit inițial domiciliul pe strada Baia Sprie și ulterior pe strada Olarilor din acele timpuri, după care, prin 1885-1886, familia se mută la Tăuții de Jos unde Victor primește funcția de notar cercual. Victor Maniu senior, moare subit, înainte de vreme, la doar 47 de ani, în 1898, la 12 februarie, de oftică, lăsând-o singură cu 4 copii pe tânăra sa soție.
Victor Aureliu Man s-a născut în Tăuții de Jos, în prezent Tăuții-Măgherăuș, la 13 ianuarie 1887 și a fost botezat la 30 ianuarie de către preotul local Vasile Pop, avându-i ca nași pe soții Smit.Dintre toți copiii familiei Man, acesta s-a remarcat, atât printr-o carieră profesională, cât și academică și politică.
A absolvit cursurile Gimnaziului superior de stat din Baia Mare, apoi a fost student la Cluj, Victor Maniu a obținut la 29 de ani titlul de doctor în științe politice al Facultății de Drept din cadrul Universității Francisc Iosif din Cluj. A fost totodată și doctor în filozofie și profesor de fizică experimentală și universală al Academiei Maghiare de Fizică.
A efectuat cercetări între anii 1909-1915, iar pentru o scurtă perioadă de timp, 1910-1911 a deținut chiar și poziția de prodecan. În anul 1913 s-a căsătorit cu Florica Bretan, sora viitorului avocat Lucian Bretan din Certeze, județul Satu Mare, om politic și jurnalist din perioada interbelică.
Împreună, cei doi au avut o fiică, Elena Silvia Cornelia Man, născută la 19 decembrie 1913, botezată la 8 ianuarie 1914, avându-i ca nași pe Ștefan Rednic, pretor, împreună cu soția acestuia Aloiza Pop.

### Activitatea politică

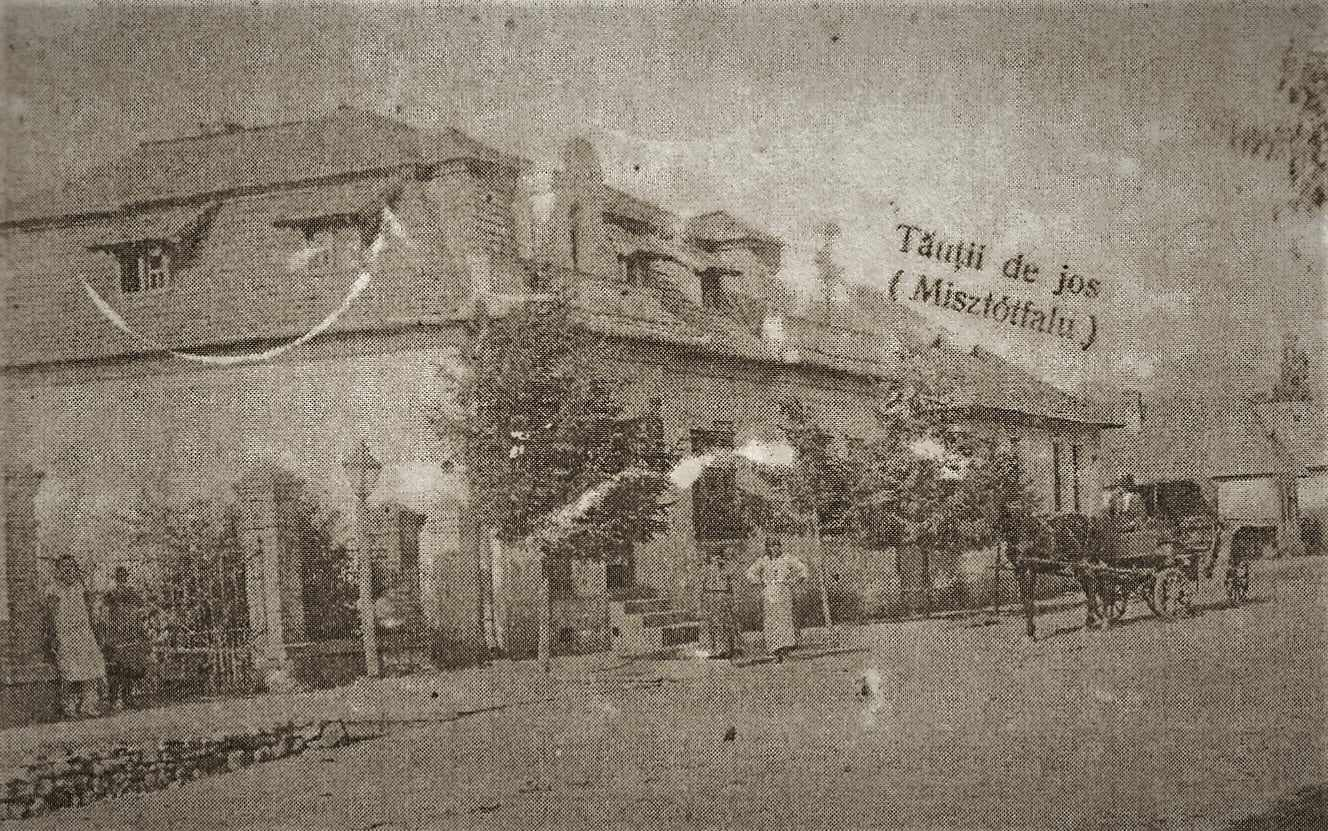
Strada principală din Tăuții-Măgherăuș

În 1918, Victor Maniu, membru al CNR Tăuții de Jos, în contextul Marii Unirii, este secretarul acestei organizații, el fiind cel care a și încheiat procesul verbal. Imediat după săvârșirea Unirii, autoritățile române au preluat controlul instituțiilor administrative, politice și chiar militare. În acest context liderii CNR Baia Mare l-au impus la conducerea Primăriei Orașului Baia Mare pe Victor Maniu, în vârstă de doar 32 de ani. Mandatul său nu era decât temporar, scopul fiind acela de a pune în practică primele ordine și instrucțiuni primite de la Consiliul Dirigent. Dr. Victor Maniu și-a exercitat mandatul de primar din luna mai până în august 1919. Cel mai important eveniment la care a participat în calitate de primar, a fost vizita Regelui Ferdinand și a Reginei Maria la Baia Mare, în data de 23 mai 1919. Deși perioada în care a fost primar a fost scurtă, această perioadă a fost una complicată, marcată de finalizarea războiului dintre România și Ungaria, de toate problemele inerente care apar după un conflict militar, de problema impunerii autorității românești peste un oraș în majoritate maghiar la acea dată. Din august 1919 a fost numit un nou primar, ceea ce a făcut ca Dr. Victor Maniu să se retragă în localitatea sa natală ca și notar și consilier local. În anii 1926-1927, Victor Maniu este ales consilier județean, fiind ales chiar secretar al consiliului cu 34 de voturi. Totodată, mai făcea parte din Comisia Administrativă ca membru supleant și Comisia Economică ca raportor. În perioada în care Victor Maniu a fost consilier județean, s-au discutat probleme foarte importante pentru județ și pentru orașul Baia Mare. Spre exemplu în ședința din 2 octombrie 1926 s-a decis mutarea reședinței județului de la Baia Mare la Satu Mare iar în ședința din 2 martie 1927 s-a decis dezlipirea orașului Baia Sprie de la Baia Mare, comunele Tăuții de Sus și Ferneziu urmând să rămână alipite. După retragerea din funcția de consilier județean, Victor Maniu a revenit în localitatea natală și și-a reluat vechile atribuții, din 1930 figurând ca membru al Comisiei Interimare din Tăuții de Jos.
În timpul ocupației maghiare din perioada 1940-1944, Victor Maniu împreună cu alte personalități au plecat în România. Se presupune că s-a retras undeva spre Lugoj sau Caransebeș, cele două centre ale emigrației sătmărene. A revenit după război și s-a afirmat în continuare în fruntea conducerii administrative ale comunei natale, în 1947 fiind scos la pensie. Din unele informații rezultă ca Victor Maniu a făcut politică țărănistă, locuitorii din Tăuții de Jos considerându-l chiar rudă cu Iuliu Maniu. Totodată, se pare că Dr. Victor Maniu era și proprietarul unei bănci, Banca „Sf. Gheorghe”, pe care o înființase în primii ani după război.
În vara anului 1947, la 2 iulie Dr. Victor Maniu a încetat din viață în Spitalul din Satu Mare unde fusese internat pentru cancerul său de stomac de care suferea. A fost adus acasă de către familia sa și a fost îngropat în Tăuții-Măgherăuș în cimitirul din curtea bisericii din localitate.